# Roodstuitstruiktiran
De roodstuitstruiktiran (Cnemarchus erythropygius) is een zangvogel uit de familie Tyrannidae (tirannen).

## Verspreiding en leefgebied
Deze soort komt voor van Colombia tot Bolivia en telt twee ondersoorten:
- C. e. orinomus: noordelijk Colombia.
- C. e. erythropygius: van centraal Colombia tot westelijk Bolivia.

## Status
De grootte van de populatie is niet gekwantificeerd maar de soort wordt omschreven als schaars en met een versnipperde verspreiding. Op de Rode lijst van de IUCN heeft deze soort de status niet bedreigd.